# Берцијери (Парма)
Берцијери је насеље у Италији у округу Парма, региону Емилија-Ромања.
Према процени из 2011. у насељу је живело 31 становника. Насеље се налази на надморској висини од 452 м.